# Веллеслі (Массачусетс)
Веллеслі (англ. Wellesley) — місто (англ. town) в США, в окрузі Норфолк штату Массачусетс. Населення — 29 550 осіб (2020).

## Демографія
Згідно з переписом 2010 року, у місті мешкали 27 982 особи в 8695 домогосподарствах у складі 6669 родин. Було 9189 помешкань
Расовий склад населення:
| - 85,1 % — білих - 9,8 % — азіатів - 2,0 % — чорних або афроамериканців - 0,1 % — корінних американців |

До двох чи більше рас належало 2,1 %. Частка іспаномовних становила 3,6 % від усіх жителів.
За віковим діапазоном населення розподілялося таким чином: 26,9 % — особи молодші 18 років, 59,3 % — особи у віці 18—64 років, 13,8 % — особи у віці 65 років та старші. Медіана віку мешканця становила 38,2 року. На 100 осіб жіночої статі у місті припадало 78,8 чоловіків;  на 100 жінок у віці від 18 років та старших — 71,9 чоловіків також старших 18 років.
Середній дохід на одне домашнє господарство  становив 264 473 долари США (медіана — 176 852), а середній дохід на одну сім'ю — 309 987 доларів (медіана — 215 313). Медіана доходів становила 158 409 доларів для чоловіків та 100 785 доларів для жінок. За межею бідності перебувало 4,4 % осіб, у тому числі 5,2 % дітей у віці до 18 років та 2,6 % осіб у віці 65 років та старших.
Цивільне працевлаштоване населення становило 12 584 особи. Основні галузі зайнятості: освіта, охорона здоров'я та соціальна допомога — 30,9 %, науковці, спеціалісти, менеджери — 19,6 %, фінанси, страхування та нерухомість — 18,3 %.